# Кокова
Кокова или Кукова (грч. Πολύδενδρο, Полидендро) је насељено место у општини Бер у периферији Средишња Македонија, Грчка. Према попису из 2021. године било је 73 становника.
Према бугарском географу и историчару, Василу Канчову, у Кокову је 1900. године живело 300 Грка хришћана. Спиридон Гопчевић, 1890. године бележи да је Коково хеленизовано словенско село.